# ليو غرين
ليو غرين (بالإنجليزية: Leo Green)‏ هو عازف ساكسفون بريطاني، ولد في 30 أغسطس 1972.

## وصلات خارجية
- الموقع الرسمي
- ليو غرين على موقع ميوزك برينز (الإنجليزية)
- ليو غرين على موقع ديسكوغز (الإنجليزية)